# Apeadeiro de Covas
O Apeadeiro de Covas é uma interface da Linha de Guimarães, que serve a localidade de Covas, na freguesia de Urgezes, Município de Guimarães, em Portugal.

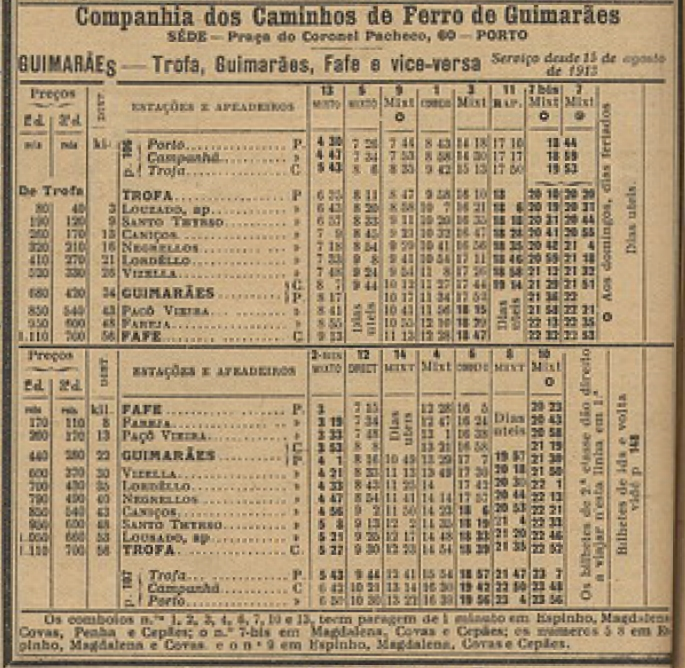
Horários dos comboios em 1913, onde o apeadeiro de Covas surge referido no rodapé.

## História
Este apeadeiro situa-se no lanço da Linha de Guimarães entre Vizela e Guimarães, que entrou ao serviço em 14 de Abril de 1884, pela Companhia do Caminho de Ferro de Guimarães.
Em 14 de Janeiro de 1927, as Companhias do Caminho de Ferro de Guimarães e do Porto à Póvoa e Famalicão, fundiram-se numa só empresa, a Companhia dos Caminhos de Ferro do Norte de Portugal. Entretanto, a povoação de Covas tinha conhecido um grande desenvolvimento, no 
âmbito dos programas de industrialização no concelho de Guimarães, pelo que a antiga gare ferroviária já não satisfazia eficazmente a procura. Assim, a Companhia do Norte começou a planear a expansão do apeadeiro para uma estação, que deveria incluir uma casa para o chefe de estação, jardins, retretes, vias de resguardo e um cais coberto e outro descoberto. Depois de ter sido concluído o projecto e feitas as expropriações, a companhia iniciou a construção da estação. O edifício de passageiros situava-se do lado poente da via (lado esquerdo do sentido ascendente, a Fafe).

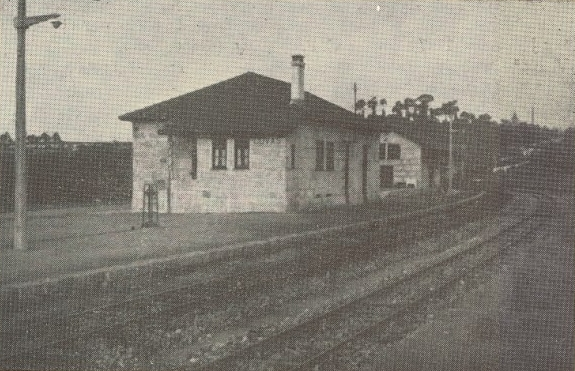
Gare de Covas após as obras de expansão, na década de 1940.

Entretanto, o governo começou a estudar a união de todas as empresas ferroviárias numa só, tendo a Companhia do Norte sido integrada na Companhia dos Caminhos de Ferro Portugueses em 1 de Janeiro de 1947. Neste período, já estavam a decorrer as obras para converter Covas numa estação tendo já sido concluidas as vias de resguardo e o cais, enquanto que o edifício já estava em meio. A C. P. terminou as obras, e substituiu o encarregado do apeadeiro por um chefe de estação, embora tenha permanecido a categoria de apeadeiro. Assim, em finais de 1948, a população, as autoridades e os comerciantes de Covas enviaram uma exposição ao director geral da companhia, pedindo que o apeadeiro subisse à categoria de estação, com distâncias próprias em termos de tarifas, que então ainda eram calculadas com base em Guimarães ou Vizela.
Em 1988 este interface tinha ainda categoria de estação, tendo side redespromovido a apeadeiro mais tarde.

Em 2004, foi reaberta a Linha de Guimarães entre Guimarães e Lousado, após as obras de modernização, que incluíram a instalação da tracção eléctrica, a remodelação de todas as estações, e a adaptação da via para bitola ibérica.